# Bouillé-Saint-Paul
Bouillé-Saint-Paul korábbi község Franciaország Új-Aquitania régiójában, Deux-Sèvres megyében. 2017. január 1-jén Cersay és Massais korábbi községgel egyesült és az így létrejött Val en Vignes új község része lett.
Lakosainak száma 384 fő (2018. január 1.). Bouillé-Saint-Paul Bouillé-Loretz, Argenton-l’Église, Cersay, Massais és Mauzé-Thouarsais községekkel határos.

## Népesség
A település népességének változása:
| Lakosok száma | 418  | 402  | 407  | 384  |
|               | 2013 | 2015 | 2017 | 2018 |